# Bundersberg

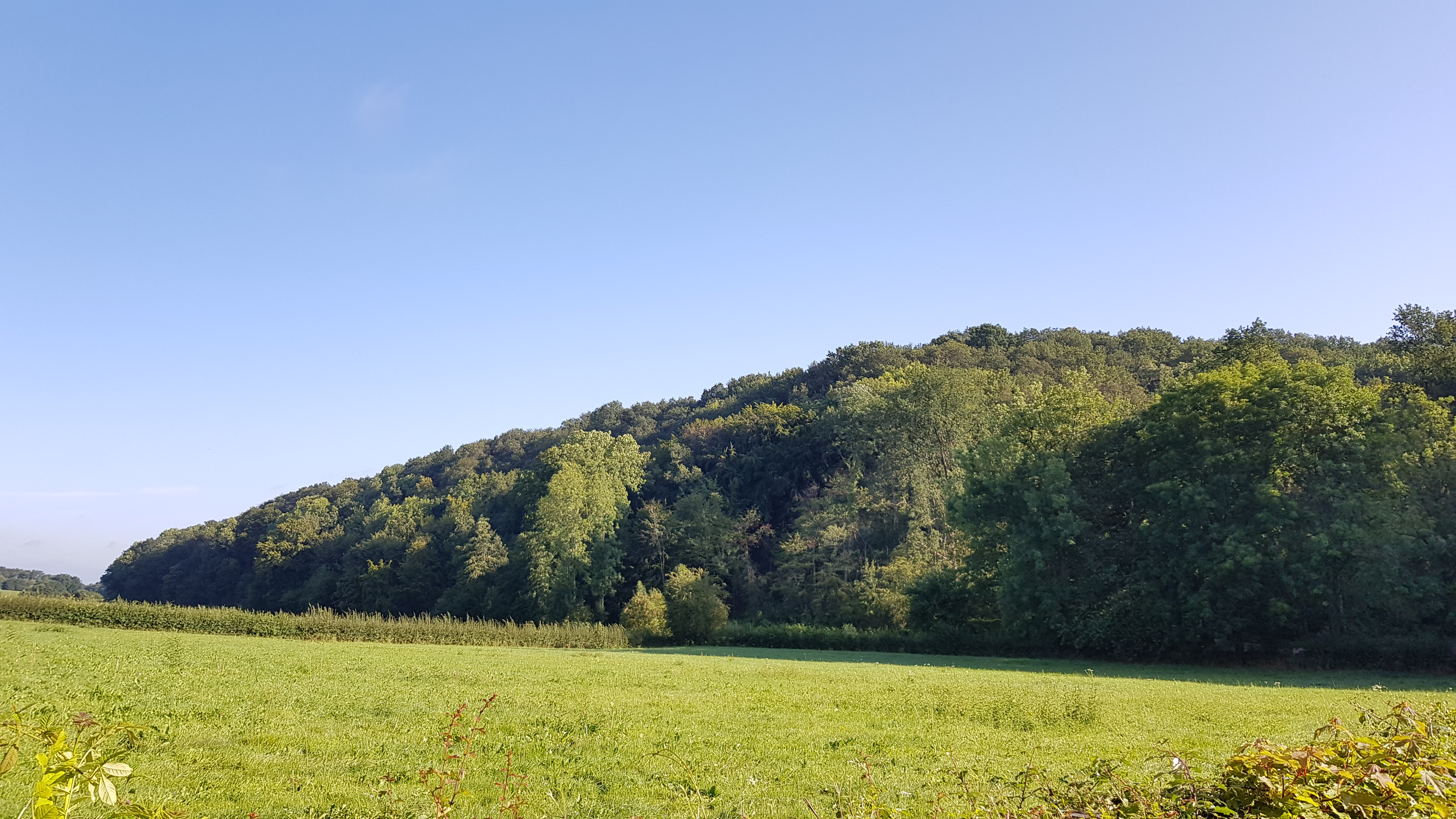
Bundersberg gezien vanaf Keunestraat

De Bundersberg is een heuvel in het Heuvelland gelegen nabij Cadier en Keer in het zuiden van de Nederlandse provincie Limburg. De heuvel ligt in het gebied van de westelijke rand van het Plateau van Margraten in de overgang naar het Maasdal. Ten zuidwesten van de Bundersberg ligt het droogdal Sibbersloot.
De heuvel ligt in het gebied van Bemelerberg & Schiepersberg.
Naar het zuidoosten vervolgt de heuvel zich in de Koeberg en de Schiepersberg, ten noordwesten ligt de Mettenberg.
Op de zuidwestelijke helling van de Bundersberg ligt de Bunderberggroeve.

## Wielrennen
De helling begint ten noordoosten van Cadier en Keer en volgt de Keunestraat omhoog. Vlak bij de top komt ook de Bemelerberg naar boven.